# Pompeo Ferrari

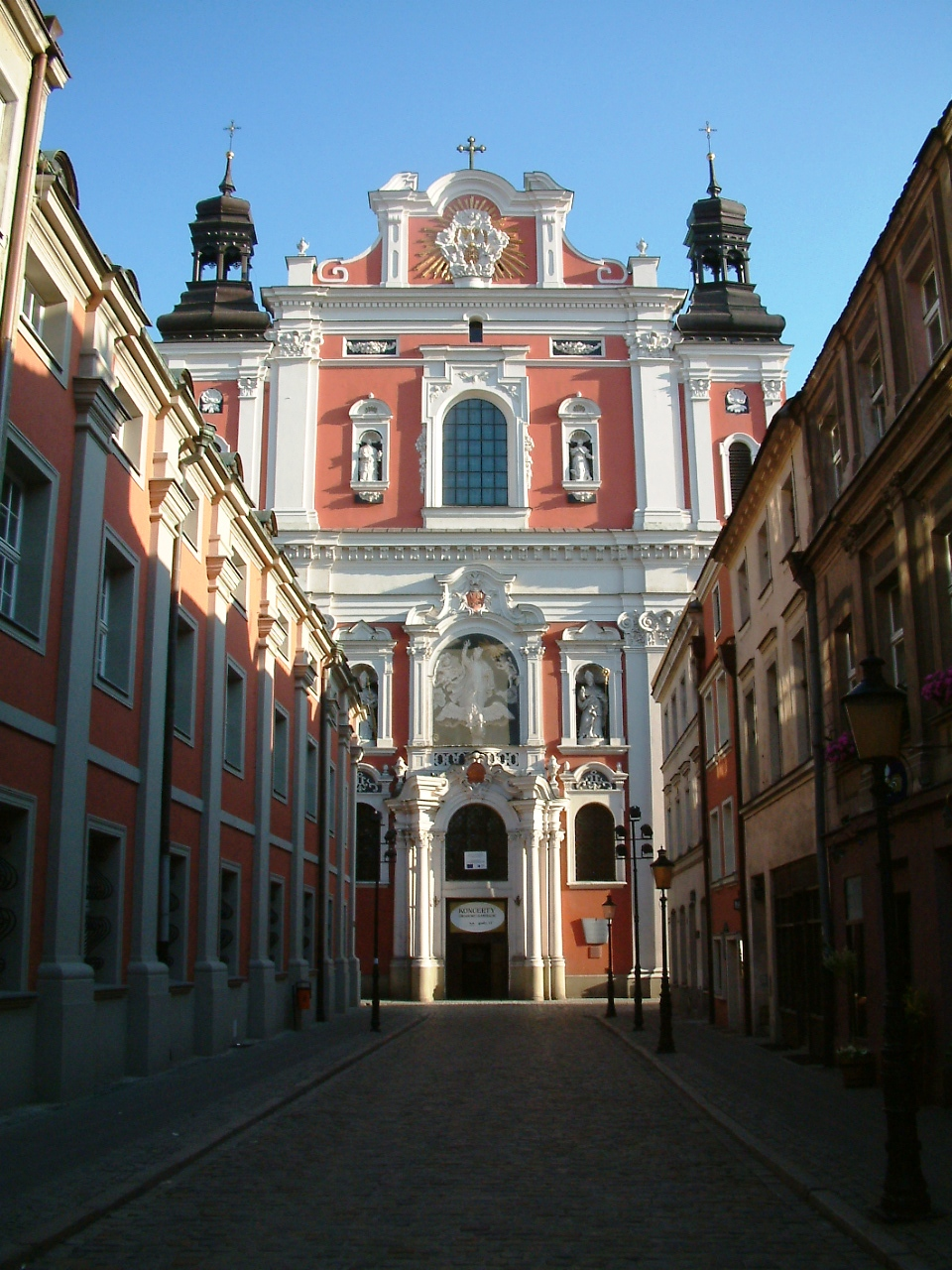
Basilique Collégiale de Poznan

Pompeo Ferrari (vers 1660 - 15 mai 1736) est un architecte baroque italie travaillant en Grande-Pologne.

## Ouvrages majeurs
- château (en) de Rydzyna
- hôtel de ville (pl) et église (pl) à Leszno
- abbaye à Ląd
- sanctuaire à Gostyń
- chapelle de Teodor Potocki (pl) dans la cathédrale à Gniezno
- Basilique Collégiale de Poznan